# جاكسون (مسيسيبي)
جاكسون (بالإنجليزية: Jackson, Mississippi)‏ هي مدينة من مدن الولايات المتحدة. يبلغ عدد سكانها 173514 نسمة وذلك حسب إحصائيات سنة 2010 United States Census. يبلغ ارتفاع المدينة عن سطح البحر قرابة 85 متر. تبلغ مساحتها 276.7 كم². تقع على خط عرض 32.29889 وخط طول -90.18472.

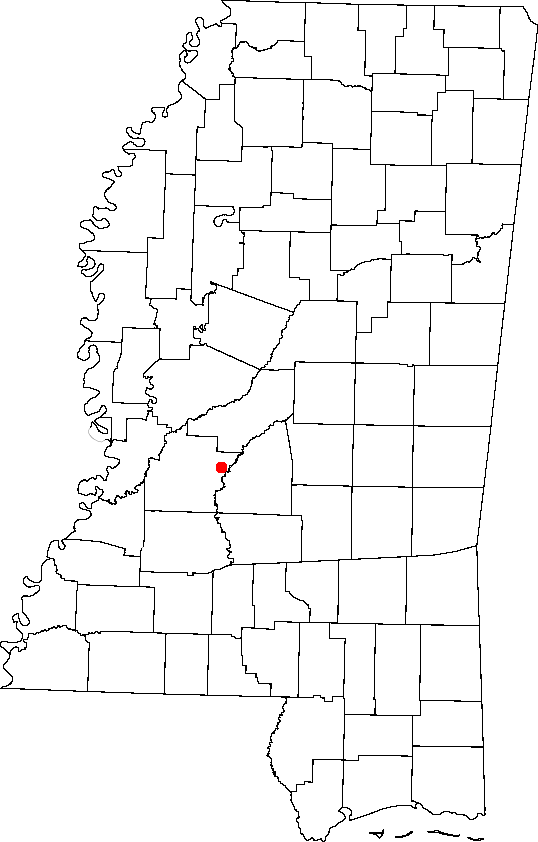
موقع جاكسون بولاية ميسيسيبي

جاكسون (بالإنجليزية: Jackson)‏ هي عاصمة ولاية ميسيسيبي الأمريكية تقع في جنوب نهر يازو وبذلك فهى تعتبر في جنوب دلتا المسيسبى وهى أكثر من الولاية اكتظاظا بالسكان وأكبر مدنها. بلغ عدد سكانها 184,256 نسمة حسب إحصائية عام 2000 وقل عدد سكانها إلى 173,514 حسب احصائية 2010  ، ومساحتها 276.7 كم2. تأسست عام 1822.
شعار المدينة الحالى هو «جاكسون، المسيسبى: مدينه بروح.»

## التاريخ

### السكان الأصليون
هذا الإقليم الذي هو الآن مدينة جاكسون كان تاريخيا من أكبر الاراضى التي أقام فيها شعب التشوكتاو، وآخر جزء من السكان الاصليين الذين عاشوا بالمنطقة لألاف السنين. هذه المنطقة التي تم الحصول عليها بواسطة الولايات المتحدة تحت شروط اتفاقية وقف الدوك عام 1820.

## توأمة
لجاكسون (مسيسيبي) اتفاقيات توأمة مع كل من:
- شين
- شيا يي

## مشاهير
- ولدت المغنية ليان رايمز في مدينة جاكسون.

## وصلات خارجية
- الموقع الرسمي